# Coelorinchus semaphoreus
Coelorinchus semaphoreus är en fiskart som beskrevs av Akitoshi Iwamoto och Merrett, 1997. Coelorinchus semaphoreus ingår i släktet Coelorinchus och familjen skolästfiskar. Inga underarter finns listade i Catalogue of Life.